# Северный белый носорог
Северный белый носорог (лат. Ceratotherium simum cottoni), является одним из двух подвидов белого носорога (другой — южный белый носорог). Ранее обитали в нескольких странах Восточной и Центральной Африки к югу от Сахары, на территории современных Уганды, ЦАР, Демократической Республики Конго и Южного Судана.
Согласно последней оценке Международного союза охраны природы (МСОП) от 2011 года, этот подвид считается «находящимся под угрозой исчезновения (возможно, вымершим в дикой природе)». 

## История
Северный белый носорог несколько крупнее южного подвида. Он был открыт только в 1903 году.
В 1960 году северная популяция белого носорога, населявшая земли четырёх стран в бассейне Верхнего Нила, насчитывала 2250 особей.
С 1960-х по 1980 год важную роль в сохранении северного подвида играл национальный парк Мурчисон-Фоллс. В результате браконьерства число белых носорогов в Уганде упало с 500 в 1950 до 71 особи в 1963 году. 15 из них были отловлены и перемещены в национальный парк Мурчисон-Фоллс. К 1980 году их число возросло до 80, после чего все они были истреблены во время начавшейся в Уганде междоусобицы.
Когда в 1938 году был основан национальный парк Гарамба в Бельгийском Конго, там обитало около 100 белых носорогов. К 1963 году их число выросло до 1 200, после чего резко упало в результате браконьерства в период политического кризиса. Но затем с восстановлением правительственного контроля вновь возросло до 500 в 1970-х. К 1984-му году Национальный парк Гарамба оставался единственной точкой на всей этой огромной территории ареала северного подвида, где обитало только 15 особей. В 2003 году их было 30 штук, в 2006 — 4 носорога. В 2008 году средства массовой информации сообщили, что браконьеры убили последних особей северного подвида белого носорога, живших в природе. Окончательное истребление этого подвида в природе проходило во время бушевавшей в регионе второй конголезской войны.
Оставались лишь несколько экземпляров, содержащихся в неволе в зоопарках США и Чехии, но их слишком мало, чтобы спасти подвид от вымирания. Самка северного белого носорога, являвшаяся одной из последних сохранившихся в мире, умерла в чешском зоопарке Двур Кралове в 2011 году. Несколько ранее, в 2009 году четыре особи носорога (две самки и два самца) были переправлены в зоопарк Ol Pejeta в Кении.
19 марта 2018 года в Кенийском заповеднике умер последний самец северного белого носорога по имени самец Судан, и осталось два носорога — дочь и внучка Судана — Наджин и Фату; за исключением маловероятного существования неизвестных или неправильно классифицированных северных белых носорогов мужского пола в Южном Судане, что делает подвид функционально вымершим. Обе самки носорога принадлежат зоопарку Двур-Кралове в Чешской Республике, но живут в заповеднике Ол-Паджета в Кении и круглосуточно охраняются вооруженными охранниками.

## Попытки восстановления популяции
В 2018 году была проведена операция по созданию гибридных яйцеклеток северного и южного белого носорога из материала, полученного от Наджин и Фату. Всего было получено 10 ооцитов, которые в лаборатории Италии оплодотворили спермой уже умерших самцов. В результате было получено два жизнеспособных эмбриона, но, как выяснилось, две последние ещё оставшиеся в живых самки северного подвида, Наджин и Фату, оказались не способны к вынашиванию потомства. В зоопарке Сан-Диего в ноябре 2018 года был проведен опыт по искусственному осеменению самки южного белого носорога замороженной спермой самца того же (южного) подвида. В августе 2019 года эта самка по имени Виктория родила детеныша южного белого носорога, что дает гипотетическую надежду, что в будущем удастся воспроизвести гибридную особь северного и южного белых носорогов из замороженных эмбрионов северного подвида.

## Последние представители
- Самец Ангалифу — умер 14 декабря 2014 года[9]
- Самец Суни — умер 17 октября 2014 года[10]
- Самка Нола — умерла 22 ноября 2015 года[11]
- Самец Судан — умер 19 марта 2018 года[12]